# E-세상이야기

《e-세상이야기》는 MBC 문화방송 계열사에서 공동으로 제작한 프로그램이다. 전국 각지의 소식과 유익한 정보, 화제와 사건 등의 내용을 담고 있다.

## 계열사 방송시간
- 대전문화방송 (오전 7시 55분 - 8시 45분)
- 청주문화방송 (오전 7시 55분 - 8시 45분)
- 충주문화방송 (오전 7시 55분 - 8시 45분)